# 케니 워너

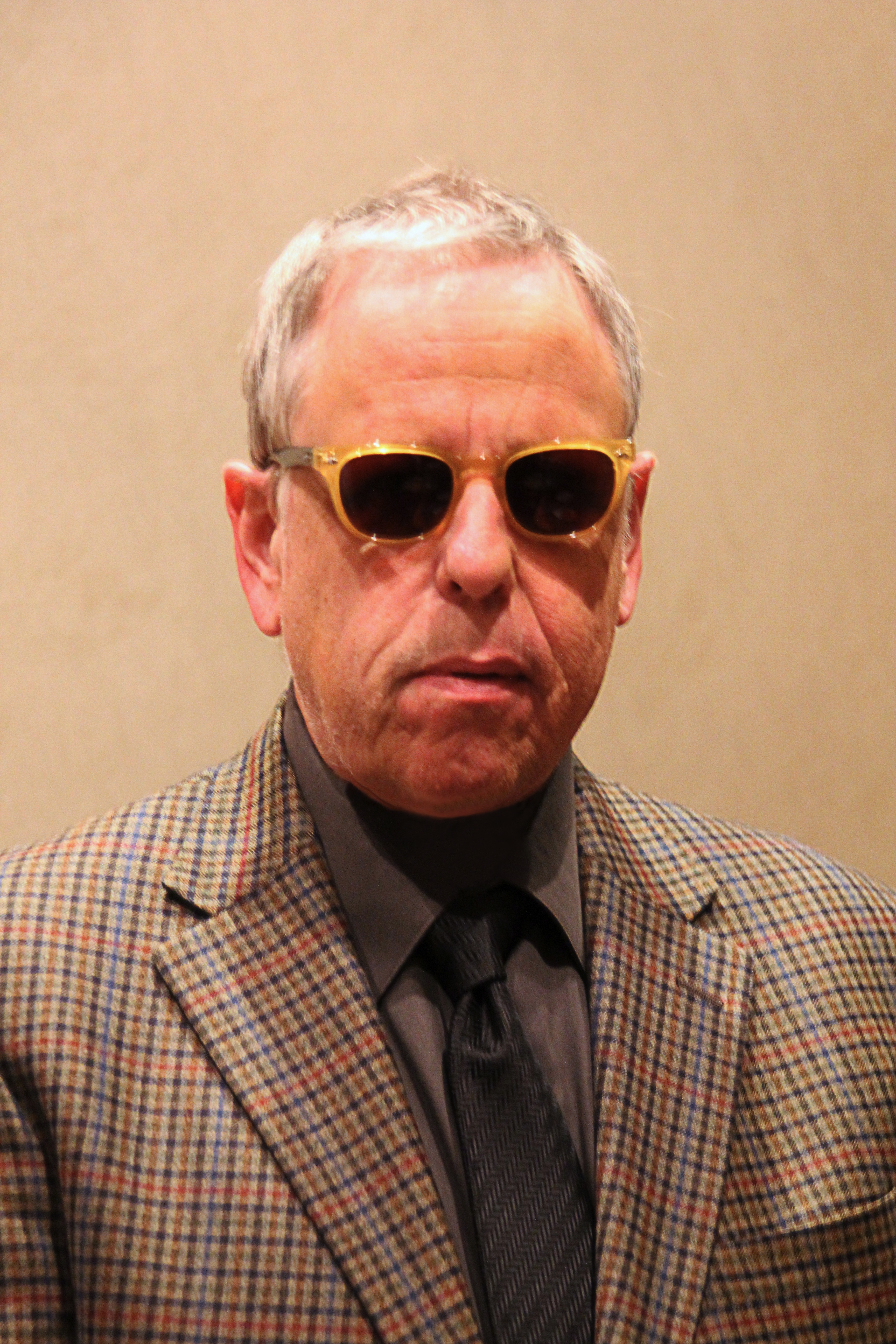

케니 워너(Kenny Werner, 1951년 11월 19일 ~ )는 미국의 피아니스트이다.

## 삶
1951년 브루클린에서 태어났다. 11세 때 이미 텔레비전에서 녹음을 하는 등 어려서부터 음악을 연주하였다. 기본적으로 고전 음악 피아노를 배웠지만 라디오에서 나오는 모든 음악을 연주하는 것을 즐겼다. 1970년 버클리 음악대학에 들어갔다.
1981년 자신의 트리오를 결성하여 14년 동안 활동하였다. 2000년 새로운 트리오를 만들었다.

## 음반
- Beyond the Forest of Mirkwood
- 289 Bridge St.
- Introducing the Trio
- Uncovered Heart'
- Live at Maybeck Recital Hall, Vol. 34
- Copenhagen Calypso

## 책
- "Effortless Mastery"
- Channeling Music
- Play for the Right Reasons
- Hostile Triads - The Piano Stylist & Jazz Workshop